# Wspólnota administracyjna Maßbach
Wspólnota administracyjna Maßbach – wspólnota administracyjna (niem. Verwaltungsgemeinschaft) w Niemczech, w kraju związkowym Bawaria, w rejencji Dolna Frankonia, w regionie Main-Rhön, w powiecie Bad Kissingen. Siedziba wspólnoty znajduje się w miejscowości Maßbach. Przewodniczącym jej jest Johannes Wegner.
Wspólnota administracyjna zrzesza jedną gminę targową (Markt) oraz dwie gminy wiejskie (Gemeinde): 
- Maßbach, gmina targowa, 4 672 mieszkańców, 59,31 km²
- Rannungen, 1 163 mieszkańców, 17,34 km²
- Thundorf in Unterfranken, 1 116 mieszkańców, 15,57 km²